# Günter Pötschke

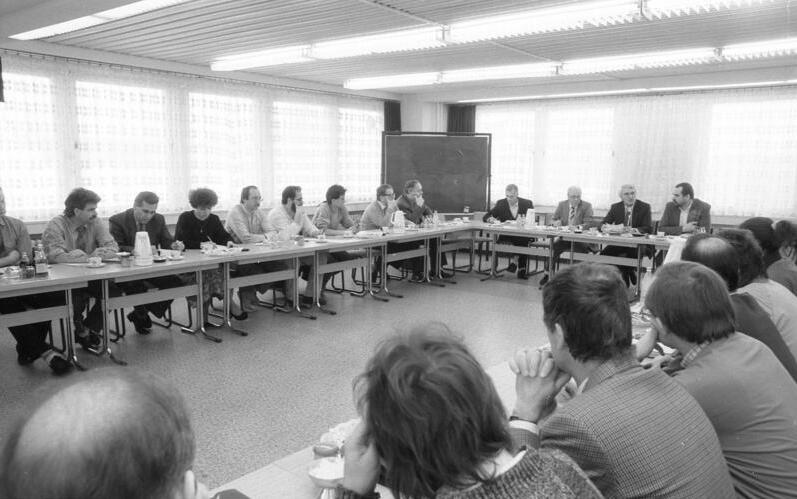
Runder Tisch im ADN im Januar 1989. 2. v. r.: Günter Pötschke

Günter Pötschke (* 28. Juli 1929 in Halle; † 11. September 2006 in Berlin) war ein deutscher Journalist. Von 1977 bis 1989 war er Generaldirektor des Allgemeinen Deutschen Nachrichtendienstes (ADN, eine Nachrichtenagentur des DDR-Ministerrats) und seit 1986 Mitglied im Zentralkomitee (ZK) der Sozialistischen Einheitspartei Deutschlands (SED).

## Leben
Nach dem Besuch von Volksschule und Oberschule in Halle legte Pötschke dort 1948 das Abitur ab. Im Oktober 1948 begann er als freier Mitarbeiter der ADN-Außenstelle Halle, wo er ab 1949 als Reporter arbeitete. Im selben Jahr wurde er Mitglied im Verband der deutschen Presse und 1950 als stellvertretender Bezirksstellenleiter des ADN in Halle tätig. Schon ein Jahr später ging Pötschke nach Berlin, wo er Chef vom Dienst der Abteilung Ostredaktion und stellvertretender Leiter der DDR-Redaktion wurde.
Die Karriere Pötschkes entwickelte sich sehr schnell: Im Jahr 1954 wurde er in die SED aufgenommen. Er absolvierte von 1954 bis 1956 ein Fernstudium an der Karl-Marx-Universität Leipzig und stieg ein Jahr nach Abschluss zum Leiter der Auslandsredaktion des ADN auf. Bei wichtigen Konferenzen und Ereignissen, so beispielsweise im Oktober 1956 beim Ungarischen Volksaufstand arbeitete Pötschke als Sonderkorrespondent. In den Jahren 1959 und 1960 arbeitete Pötschke als ADN-Sonderkorrespondent in London. Danach wurde er Chefredakteur und stellvertretender Generaldirektor des ADN.
Ein weiteres Fernstudium zum Diplom-Geschichtswissenschaftler belegte Pötschke in den Jahren 1961 bis 1968 an der Parteihochschule Karl Marx in Berlin. 1963 wurde er Mitglied der UNESCO-Kommission der DDR. Von 1966 bis 1974 war er stellvertretender Leiter der Westabteilung des ZK der SED und von 1974 bis 1977 stellvertretender Leiter der Abteilung Agitation des ZK der SED.
Im Jahr 1977 übernahm er schließlich das Amt des Generaldirektors des ADN, was er bis 1989 blieb. In dieser Zeit war er mehrmals Vizepräsident und zeitweise auch Präsident der Allianz der nationalen europäischen Nachrichtenagenturen. Im Jahr 1986 wurde Pötschke Mitglied des ZK der SED und Mitglied der Agitationskommission beim SED-Politbüro. Pötschke erhielt im Laufe seiner Karriere eine Reihe von Orden und staatlichen Auszeichnungen der DDR, darunter den Vaterländischen Verdienstorden in Gold (1979) und den Karl-Marx-Orden (1989).

## Mauerfall

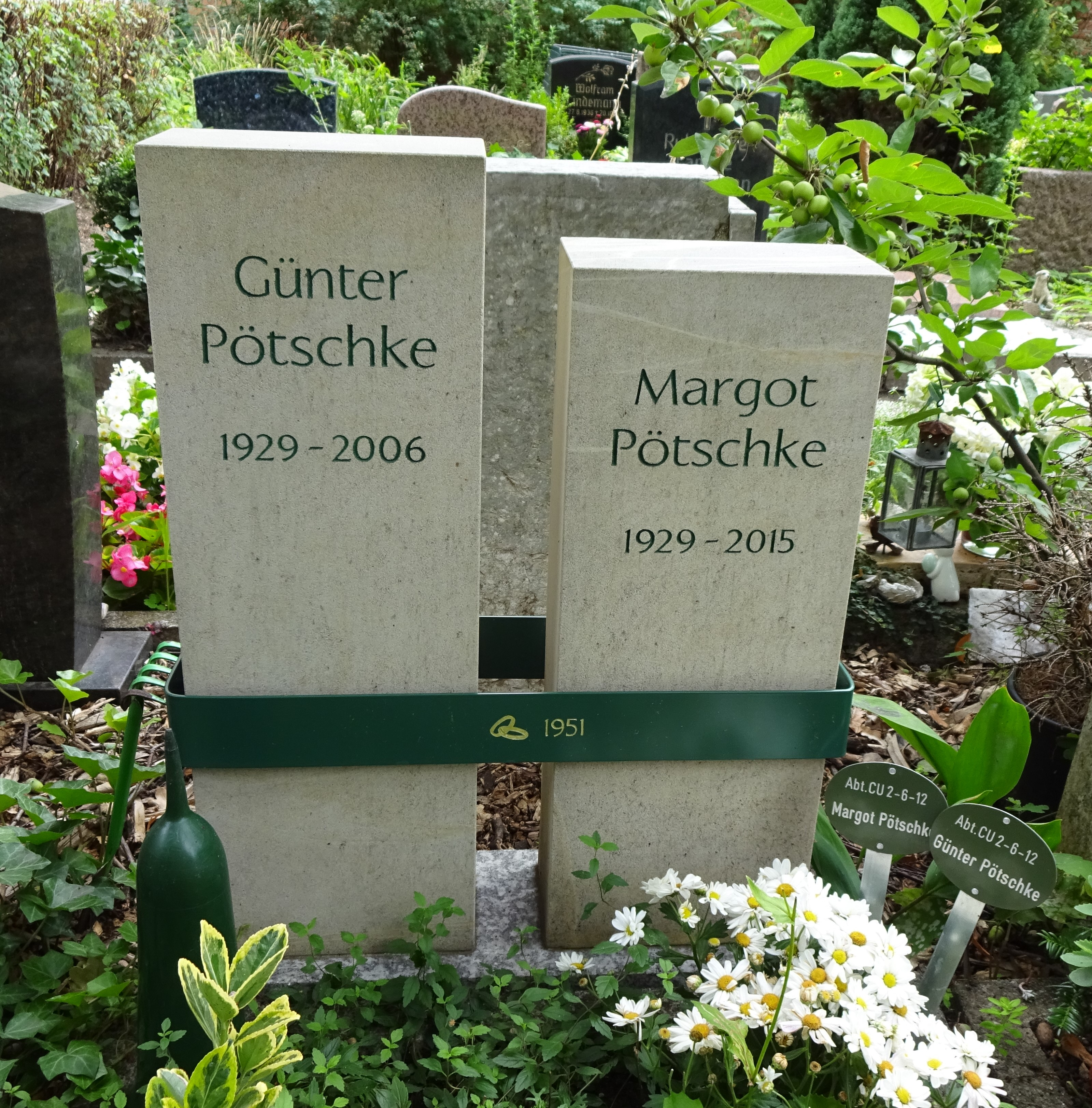
Grab von Günter und Margot Pötschke auf dem Dorotheenstädtischen Friedhof in Berlin

Pötschke war möglicherweise ein Mitauslöser des Mauerfalls am 9. November 1989. Riccardo Ehrman, damals Korrespondent der italienischen Agentur ANSA, gab 2009 an, jemand habe ihm den Tipp gegeben, Schabowski in der Pressekonferenz des ZK der SED vom 9. November 1989 nach dem neuen Reisegesetz zu fragen. Und „diese Person sagte: ‚Ich bin der Mann von dem Unterseeboot. Es gibt in Berlin einen Platz, ein Büro, das unter dem See liegt. Es ist bekannt als Unterseeboot. Und diese Person ist in diesem Büro der Chef‘“, was auf Pötschke hinausläuft. Die Frage Ehrmans führte zur Nachfrage des damaligen Bild-Reporters Peter Brinkmann: „Wann tritt das in Kraft?“ und der Antwort Schabowskis:

„Das tritt nach meiner Kenntnis … ist das sofort, unverzüglich.“

Allerdings hat Pötschke dies nie bestätigt, und Ehrman hat im Laufe der Zeit eine Reihe von zumindest fragwürdigen und von nachweislich falschen Angaben gemacht. Auch bestätigte Ehrman später, zwar von Pötschke im Vorfeld der Pressekonferenz angerufen, jedoch nicht explizit gebeten worden zu sein, nach dem neuen Reisegesetz zu fragen.
1990 ging Pötschke in den Ruhestand. Er starb 2006 und wurde auf dem Dorotheenstädtischen Friedhof in Berlin bestattet.